# Pyrale de la luzerne
Nomophila noctuella
Espèce
La Pyrale de la luzerne ou Pyrale hybride (Nomophila noctuella) est une espèce de lépidoptères (papillons) de la famille des Crambidae.

## Répartition
C'est la seule espèce du genre Nomophila en Europe. Ce papillon est migrateur, il voyage de l'Europe méridionale et de l'Afrique du Nord vers le nord de l'Europe.

## Description
L'imago a une envergure de 26 à 32 mm. Il vole de mai à septembre selon l'emplacement.

## Plantes hôtes
La chenille se nourrit sur les trèfles (Trifolium), les luzernes (Medicago), Polygonum, Triticum et Vaccinium.